# 莱昂内尔·安格明
萊昂納爾·安格明（英語：Lionel Aingimea；1965年9月2日—），諾魯人權律師，現任諾魯外交與貿易部長，曾任諾魯總統。

## 政治生涯
2016年諾魯大選，安格明當選為湄濘選區國會議員，並出任巴倫·瓦卡政府的司法及國境管理部助理部長。
2019年諾魯大選，安格明以12比6的數票擊敗時任總統巴倫·瓦卡，當選為諾魯第31任總統，2019年8月27日就任。並發表支持臺灣的公開聲明，在聯合國聲援臺灣，也在結束聯合國大會行程後，特地安排過境臺灣，前來表達對臺諾邦誼支持之意。
2023年10月戴维·阿迪昂当选瑙鲁第33任总统，安格明出任总统助理部长及外交與貿易部長。2024年1月15日、瑙鲁宣布將與中华人民共和国复交，1月24日、安格明前往北京市與中國共產黨中央政治局委員兼中華人民共和國外交部部長王毅簽署復交公報，並在受访時表示“台湾并非主權独立国家”。